# Westpark (Nürnberg)

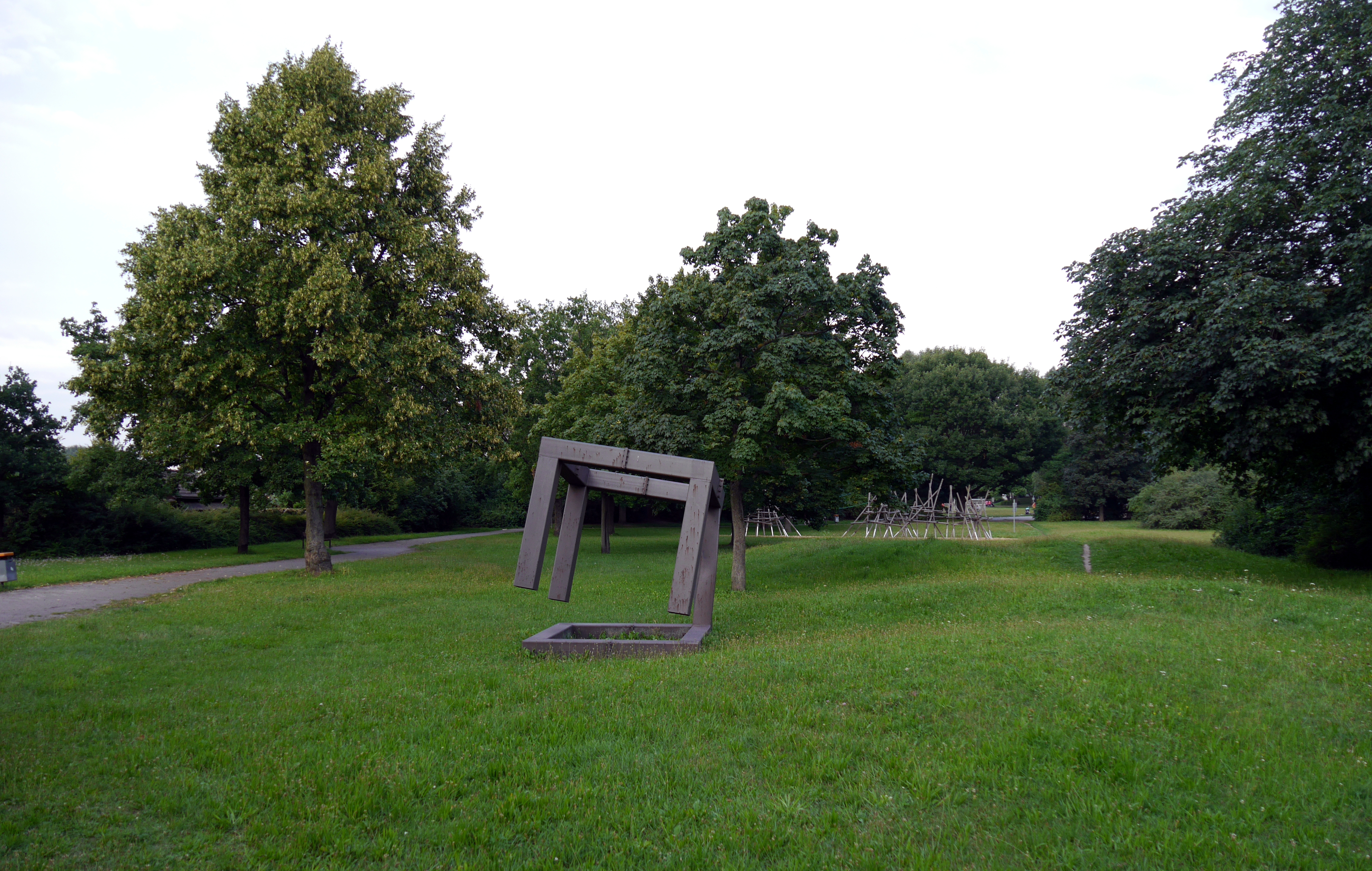
Westpark in Nürnberg mit Stahlkubus von Alf Lechner

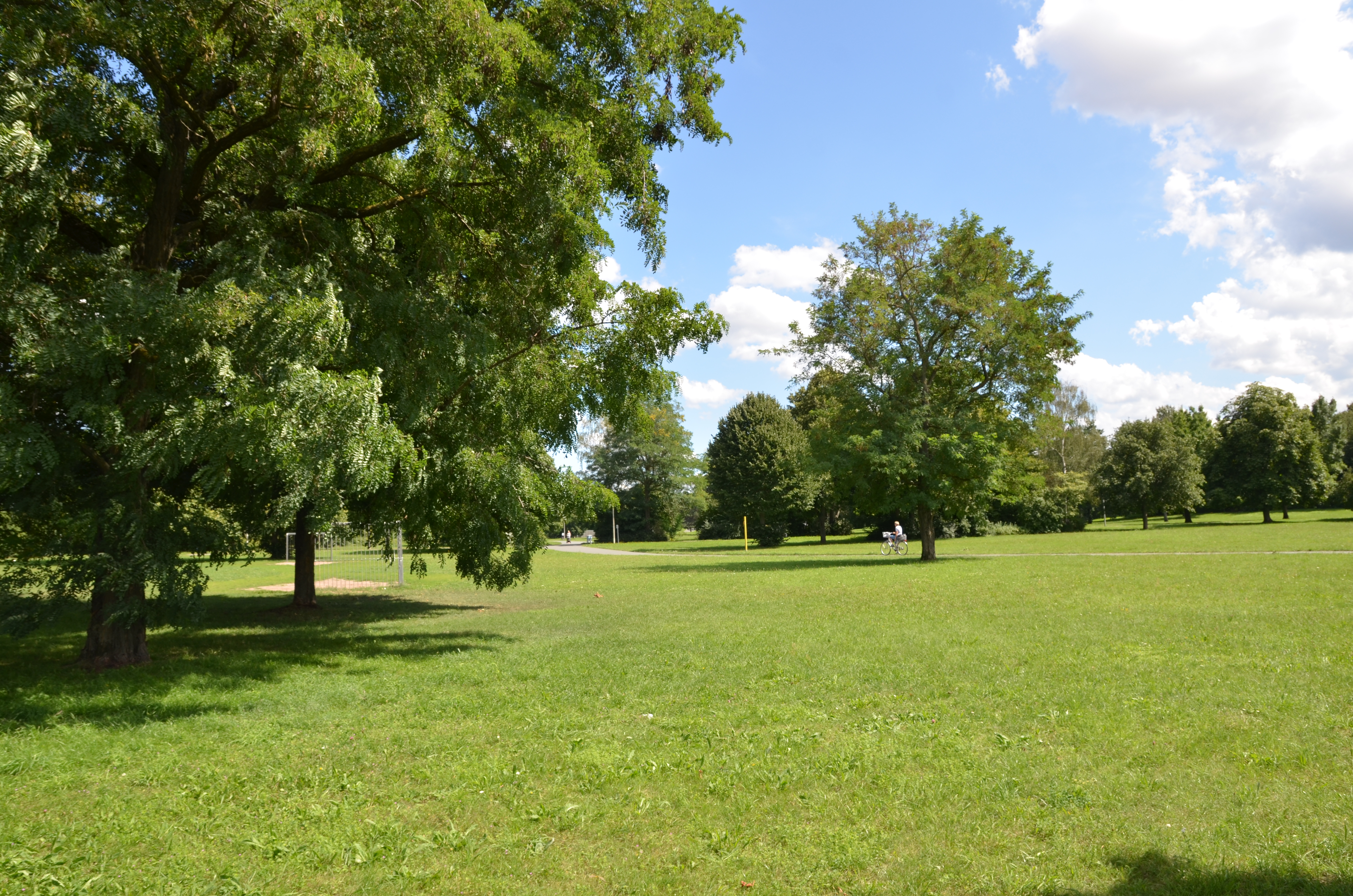
Westpark westlich der Von-der-Tann-Straße (2017)

Der Westpark, die viertgrößte öffentliche Parkanlage Nürnbergs, liegt im Westen der Stadt.

## Lage
Der Westpark befindet sich auf der Gemarkung Sündersbühl und wird durch die Von-der-Tann-Straße in einen westlichen und östlichen Teil geteilt, die durch eine Fußgängerbrücke verbunden sind.
Im Westen geht der Park in eine landwirtschaftliche Nutzfläche über, die bereits in der Gemarkung Höfen im Stadtteil Gaismannshof liegt.
Im Norden grenzt die Parkfläche an mehrere Kleingartenanlagen, im Osten an eine Gärtnerei.
Der Ostteil des Westparks grenzt im Süden an die Reichow-Siedlung. Im Süden des Westteils entstand ab 2002 das Village am Westpark, eine Bebauung mit etwa 200 Einfamilienhäusern und einigen kleineren Mehrfamilienhäusern.

## Geschichte
1956 begann ein großes deutschlandweites Stadterweiterungsprogramm, im Zug dessen auch die ersten Planungen für den Westpark zwischen Fürther und Rothenburger Straße aufgenommen wurden. 1966 wurde der Bau des Ensemble Parkwohnanlage West in Angriff genommen, das häufig nach ihrem Planer als Reichow-Siedlung bezeichnet wird. Diese gilt heute als Denkmal für das organische Bauen.
Nördlich der Reichow-Siedlung begann erst 1970 die Einrichtung des Westparks.
Die Parkanlage wurde als große Erholungslandschaft für die südwestlichen Stadtteile (wie Sündersbühl und Höfen) von Nürnberg geplant. Neben den öffentlichen Grünflächen wurden zweckgebundene Freiflächen wie Kleingärten- und Sportanlagen in den Erholungsraum integriert, in Anlehnung an den Volksparkgedanken.
Der Westpark ist noch unvollendet, da zahlreiche Grundstücke von der Stadt nicht erworben wurden, einige Bereiche westlich der Von-der-Tann-Straße sind daher bis heute nicht ausgebaut.
Im „Aktionsplan kompaktes grünes Nürnberg - 2020“ ist der Westpark ein Baustein des Grünzuges Süd-West, vom Pegnitztal über den Westpark bis zum Hainberg.

## Ausstattung

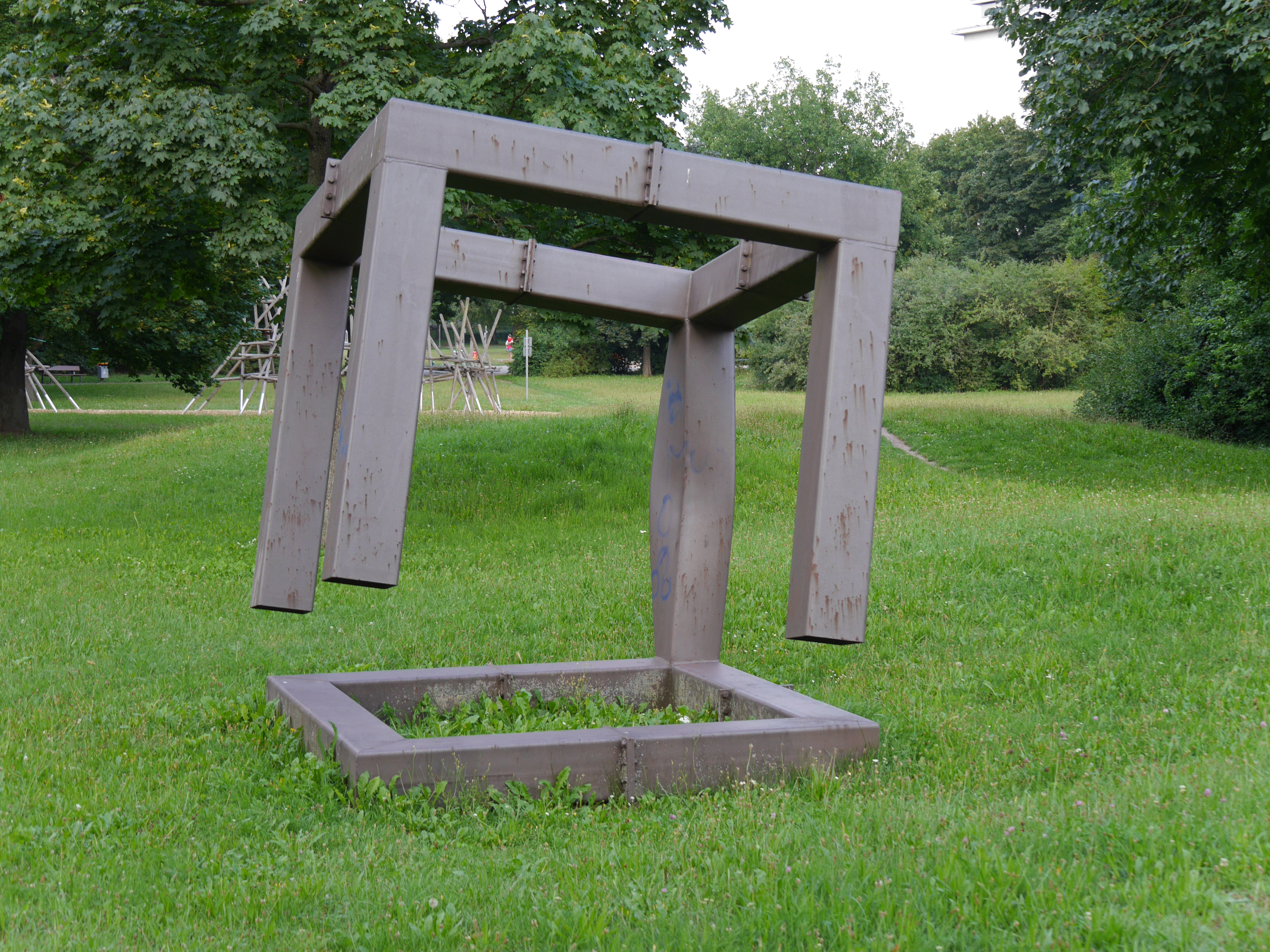
Stahlkubus (1970) von Alf Lechner im Ostteil des Westpark

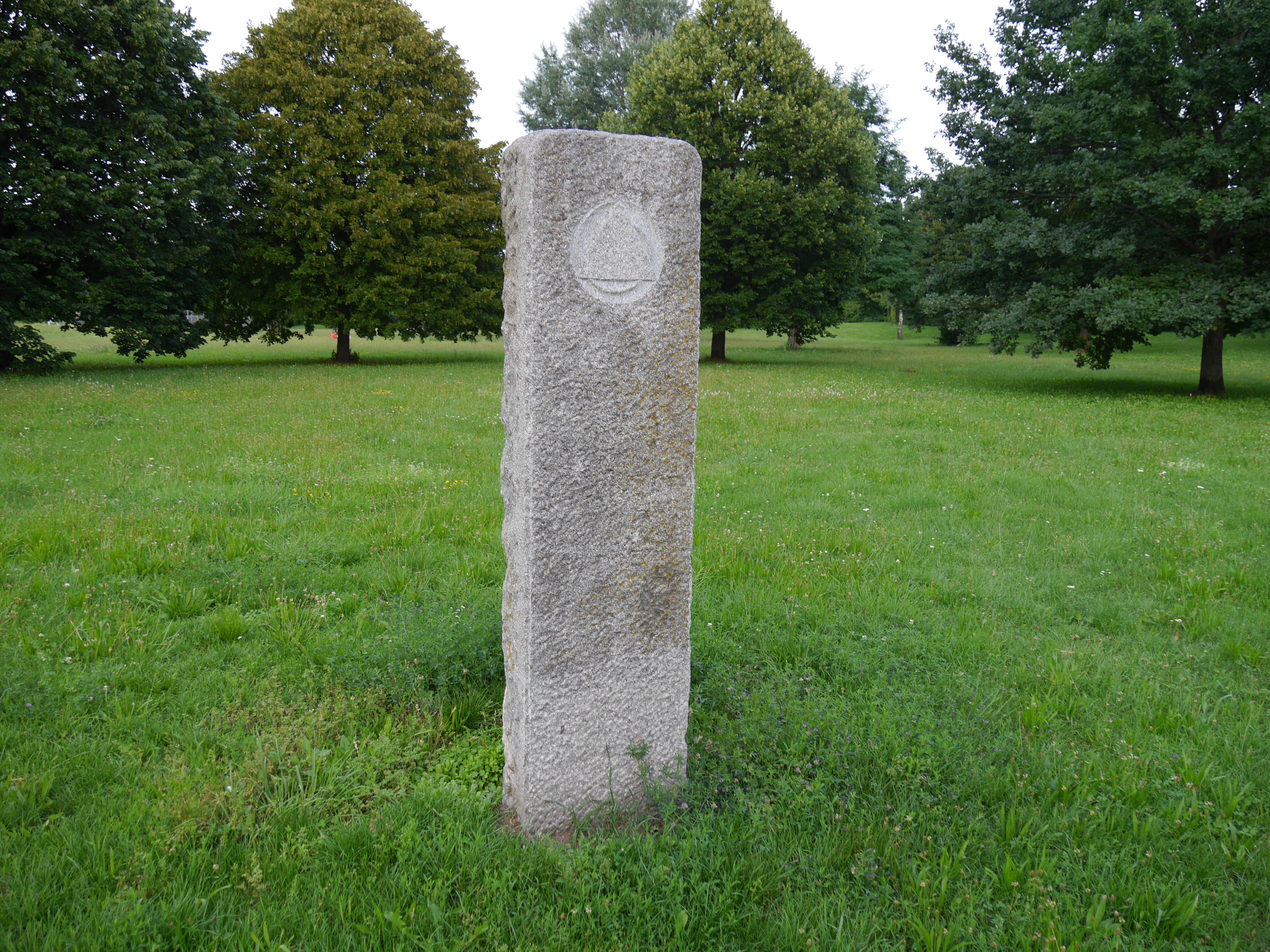
Stele im Westteil

Eine Skulptur aus Vierkantstahlrohr mit dem Namen H183/70 von Alf Lechner aus dem Jahre 1970 schmückt den Ostteil des Westparks.
Unweit von dieser Skulptur wurde ein Spielplatz mit großem Klettergerüst eingerichtet.
Im Westteil befinden sich Fußball und Bolzplatz sowie eine Tischtennisplatte. In diesem Teil wurden im Rahmen eines Lithopunkturprojekts zwei Granitstelen entlang einer sogenannten Ley-Linie gesetzt.
Zwischen Bertha-von-Suttner-Straße und Lehrberger Straße ist ein, als „Sparkassenrunde“ bezeichneter, 2,5 km Laufparcours im Westpark ausgewiesen.

## Verkehrsanbindung
Im Ostteil an der Von-der-Tann-Straße, bei der Fußgängerbrücke, befindet sich ein Parkplatz. Bei dieser Brücke sind auch zwei Bushaltestellen der Linie 35 vorhanden. Der ausgeschilderte 8,6 km langer Fahrweg Süd-West-Grün-Route führt vom Nürnberg Hauptbahnhof, Plärrer über den Westpark nach Großreuth bei Schweinau, Gebersdorf und endet im Rednitztal.